# Eric André (acteur)
Pour les articles homonymes, voir Eric André et André.
Eric André est un acteur et humoriste américain, né le 4 avril 1983 à Boca Raton (Floride). Il est notamment connu comme étant l'animateur du The Eric Andre Show diffusé sur Adult Swim.

## Biographie

### Vie privée
En 2017, Eric fréquente l'actrice américaine Rosario Dawson.
Dès mars 2023, l'humoriste est en couple avec le mannequin Emily Ratajkowski durant quelque semaines,.

## Filmographie

### Cinéma
- 2009 : Mytho-Man : l'homme no 4
- 2010 : Thin Skin : le passager
- 2012 : Should've Been Romeo : Buzz
- 2013 : Les Stagiaires : Sid
- 2015 : Flock of Dudes (en) : Mook
- 2016 : Popstar : Célèbre à tout prix : le journaliste au Dreadlocks de CMZ
- 2017 : Pire Soirée : Jake
- 2019 : Le Roi lion : Azizi (voix originale)
- 2021 : Les Mitchell contre les machines : Mark Bowman (voix)
- 2021 : Tous en scène 2 : Darius
- 2021 : Bad Trip : Chris Carey
- 2022 : Jackass Forever : lui-même
- 2022 : Jackass 4.5 : lui-même
- 2023 : Les Trolls 3 : John Dory
- 2025: Happy Gilmore 2

### Télévision

#### Séries télévisées
- 2009 : Larry et son nombril : l'assistant de production (2 épisode)

- 2010 : The Big Bang Theory : Joey, l'ouvreur du cinéma (1 épisode)
- 2011 : Zeke et Luther : Zorn (1 épisode)
- 2011 : Hot in Cleveland : Jeff (1 épisode)
- 2012 : Level Up : Max Ross
- 2012-2013 : Don't Trust the B---- in Apartment 23 : Mark Reynolds (22 épisodes)
- 2013-2014 : 2 Broke Girls : Deacon « Deke » Bromberg (8 épisodes)
- 2015-2017 : Man Seeking Woman : Mike (30 épisodes)
- 2015 : Robot Chicken : voix additionelles (1 épisode)
- 2016 : American Dad! : le vagabond (1 épisode)
- 2018-2023 : Désenchantée (Disenchantment) : Luci (voix)
- 2021 : Archer : Professeur Colt (3 épisodes)
- 2022 : The Righteous Gemstones : Lyle Lisson
- 2022 : Le Cabinet de curiosités de Guillermo del Toro : Randall Roth
- 2025 : Ironheart : Stuart Clarke

#### Émissions
- 2012-2023 : The Eric Andre Show : lui-même / l'animateur
- 2015 : Ridiculous : invité
- 2022 : Les Jokers : lui-même